# 가티노
가티노(프랑스어: Gatineau)는 캐나다 퀘벡주 서부에 있는 도시이다. 퀘벡 주에서는 몬트리올, 퀘벡, 라발 다음으로 네 번째로 큰 도시로 캐나다의 수도인 오타와와는 강 건너로 밀접해있다. 2016년 기준 가티노의 인구는 27만 6245명, 광역 인구는 33만 2057명을 기록하였다. 오타와-가티노 수도권 지역의 총 인구는 123만 6324명이다.

## 역사
헐 지역에 위치해있는 가티노는 수도권 지역에서 가장 오래된 비원주민 정착지이다. 매사추세츠 주의 농부였던 필몬 라이트는 주에서 급속히 늘어나는 인구에 따라 1796년부터 1799년까지 오타와 계곡을 따라 새로 정착할 곳을 찾고 있었다. 이후 라이트는 쇼디에 계곡 바로 옆에 가티노와 오타와 강이 만나는 곳에 풍부한 토지를 발견하고 다섯 명의 가족과 스물다섯 명의 노동자들을 데리고 정착하였다. 라이트 가족은 이후 목재 무역으로 많은 수입을 거둬들였고 정착지는 그의 이름을 따서 '라이츠타운' (Wrightstown)이라고 불렸다. 이후 이곳은 헐 (Hull) 지역이 되었고 2002년, 행정구역 개편에 따라 이곳은 오늘날의 '가티노 시'가 되었다.

## 오타와와 연결된 다리들 목록
- 알렉산드라 다리
- 포르타주 다리
- 쇼디에르 다리
- 프린스오브웨일스 다리
- 샹플랭 다리

## 같이 보기
- 쌍둥이 도시